# باغ کاکاجان بک
باغ کاکاجان بک یک روستا در ایران است که در استان فارس واقع شده‌است.